# Басейн Єнісею
Басейн Єнісею — водозбір річки Єнісей, загальною площею 2 580 000 км², за іншими даними — 2 557 000. Поширюється на території Монголії та Росії.

## Загальна інформація
За розмірами басейн займає 7 місце у світі. Протяжність із півночі на південь становить близько 3,5 тис. км, із сходу на захід — 1,7 тис. км. 6-7 % площі басейну займають низовини — це частини Західносибірської рівнини та Північносибірської низовини. Більшу частину півдня басейну займають гірські системи Західний Саян і Східний Саян, гори Туви, Байкал, Хангай та Хентій, з висотами 700—1200 м і долинами між ними. У південній частині Туви та Саянах гори значно вищі, зокрема Мунку-Сардик, що досягає 3 491 м. Більша частина басейну лежить на заході Середньосибірського плоскогір'я з висотами 500—700 м. На північному сході басейн межує з плато Путорана (1 701 м), на заході — з Єнісейським кряжем (1 104 м), на південному сході — з Ангарським кряжем (1 022 м).
У розрізі країн на Росію припадає 2 229 800 км² площі басейну, або 87,17 %, Монголії — 327 900 км² (12,82 %). У басейні річки поширені вічномерзлі гірські породи. В межах Росії гідрографічна мережа налічує 198 620 річок із загальною довжиною 884 754 км, 126 364 озера із загальною площею 51 835 км², густота річкової мережі — 0,45 км/км².

## Основні річки
Течія Єнісею ділиться на три основні частини: верхню (від злиття річок Великий та Малий Єнісей до м. Красноярськ), середню (від Красноярська до гирла р. Курейка) та нижню (нижче від місця впадіння Курейки). Основні притоки: верхньої течії — Туба, Сида, Сисим, Дербина, Мана, Хемчик, Абакан; середньої течії — Кан, Ангара, Великий Пит, Підкам'яна Тунгуска, Нижня Тунгуска, Дубчес, Єлогуй, Турухан; нижньої течії — Курейка, Хантайка, Мала Хета, Велика Хета, Танама.

## Тваринний та рослинний світ
Значну частину басейну займає тайга з болотистими, переважно хвойними, лісами. У південній частині переважають ялина сибірська, ялиця сибірська, кедр, на півночі — модрина. У Монголії, Забайкаллі, Туві є степові луки, що обмежуються напівпустелею у південній частині басейну Селенги. На крайній півночі тайга змінюється тундрою — болотисті рівнини, вкриті мохами та іншими низькорослими холодостійкими рослинами.
Річки басейну багаті на рибу: в гірських потоках верхів'їв водяться харіус, форель, ленок, плотва, ялець, у середній течії — стерлядь, форель, окремі види сигових, харіус, в нижній течії — міногові, осетер, стерлядь, палія арктична, форель, щука та інші. В нижній течії Єнісею влітку зупиняються перелітні птахи, що мігрують на північ, на озерах та островах живуть качки, гуси та лебеді, в дельті зустрічаються ондатри.

## Антропогенний вплив
Басейн Єнісею зарегульований великими водосховищами, що значно впливає на його гідрологічний режим. На Єнісеї споруджено Саяно-Шушенське та Красноярське водосховища, на Ангарі — Іркутське, Братське та Усть-Ілімське, на Курейці — Курейське і на Хантайці — Хантайське водосховища. Спільна регуляція стоку цими водосховищами становить близько 23 %, а в нижній течії — до 36,7 % річного стоку Єнісею. У 1960—80 роках в долині Єнісею збудовано Єнісейський каскад гідроелектростанцій, в складі якого найбільша у Росії Красноярська ГЕС, збудована 1972 року, та Саяно-Шушенська ГЕС (1978).
У 1880-х роках розпочалося будівництво Об-Єнісейського каналу для проходу невеликих суден. З початком будівництва Транссибірської магістралі роботи припинили, канал закрили у 1921 році. Востаннє канал використовували у часи німецько-радянської війни — тоді з Красноярська до Новосибірська доставили кілька кораблів.